# Echinoporia
Echinoporia is een monotypisch geslacht van schimmels dat tot de familie Schizoporaceae behoort. Het bevat alleen Echinoporia hydnophora.